# 布里吉德·科斯蓋
布里吉德·科斯蓋（Brigid Kosgei，1994年2月20日—）是肯尼亚女子田徑運動員，2019年在芝加哥馬拉松以2小時14分04秒封后，打破高懸16年的女子馬拉松世界紀錄。

## 外部連結
- 布里吉德·科斯蓋在的頁面